# Japoñol
Le terme japoñol (mot-valise composé d'« espagnol » et de « japonais », par analogie au mot spanglish), désigne un mélange entre la langue japonaise et l'espagnol. Il est utilisé surtout par les migrants japonais de la deuxième génération au Pérou.
Le japoñol est notamment utilisé en tant qu'expression musicale de reggaeton et mis à l'honneur par un groupe de jeunes reggaetoneros péruviens connu au Japon, Los Kalibres, dont le premier titre s'intitule Dekasegi qui signifie « immigrant ».

## Exemples
- Formes verbales : ganbarimasu qui devient ganbiteando en japoñol (se donner du courage pour entreprendre quelque chose).
- Changement dans les substantifs utilisés, par exemple : cómo vamos al eki, au lieu de como vamos a la estación, en espagnol (« comment allons-nous à la gare ») ; ou encore hablé con el chacho (« j'ai parlé au chef »), chacho étant une déformation du mot japonais shacho, employé à la place de l'espagnol jefe de la empresa.